# Juncus maritimus
Il giunco marittimo (Juncus maritimus Lam.) è una pianta della famiglia delle Giuncacee.

## Descrizione
È una pianta cespugliosa perenne simile al giunco spinoso ma di minori dimensioni e molto meno pungente. I fusti e le foglie sono verdi, pieni e cilindrici.
L'influorescenza è anch'essa verde con fiori verdi o gialli. 
Il frutto è una capsula di colore oliva. 
Fiorisce tra aprile ed ottobre.

## Distribuzione e habitat
La specie è diffusa in Europa e Asia centrale.
Predilige i terreni sabbiosi, umidi e salati come per esempio quelli che caratterizzano il litorale della penisola italiana.